# 仁壽里 (高雄市堡里)
仁壽里，是台灣南部自明鄭時期至清治時期的一個行政區劃，其範圍約為今高雄市的岡山區中部及西南部、永安區西部、彌陀區全部、梓官區全部、橋頭區大部分地區及楠梓區西部。
仁壽里為1664年（明鄭永曆十八年）明鄭時期始設的四坊二十四里之一，其北邊為維新里，東北邊為嘉祥里，東邊及南邊為尚未納入管轄之地區，西邊為臺灣海峽。
仁壽里後來分拆為仁壽上里、仁壽下里。